# Hicham Esseddyq
Hicham Esseddyq est un joueur marocain de volley-ball né le 16 mai 1985 à Casablanca. Il mesure 2,04 m et joue attaquant. Il totalise 65 sélections en équipe du Maroc.

## Clubs
| Club                         | Pays   | De        | À         |
| ---------------------------- | ------ | --------- | --------- |
| Paris Volley                 | France | 2006-2007 | 2007-2008 |
| Marseille Volley 13          | France | 2008-2009 | 2008-2009 |
| Avignon Volley-Ball          | France | 2009-2010 | 2009-2010 |
| Paris Volley                 | France | 2010-2011 | 2010-2011 |
| Plessis-Robinson Volley-Ball | France | 2011-2012 | 2011-2012 |
| CNM Charenton                | France | 2012-2013 | 2012-2013 |

## Palmarès
- Championnat de France (2)
  - Vainqueur : 2007, 2008